# Комаго (Ђенова)
Комаго је насеље у Италији у округу Ђенова, региону Лигурија.
Према процени из 2011. у насељу је живело 388 становника. Насеље се налази на надморској висини од 145 м.